# Michael Galitzen
Michael Galitzen (Los Angeles, 6 de setembro de 1909 – 6 de junho de 1959) foi um saltador estadunidense, campeão olímpico.

## Carreira
Ele competiu nos Jogos Olímpicos de Verão de 1932 em Los Angeles e venceu a prova masculina de trampolim de 3 metros com a pontuação total de 161.38. Além desta vitória, também conquistou duas medalhas de prata e uma medalha de bronze nesta edição e na anterior, em Amsterdã. Galitzen ganhou elogios tanto por seu mergulho individual quanto por seu desempenho sincronizado com seu irmão John. Foi introduzido no International Swimming Hall of Fame em 1977.